# Pedro Alcionio
Pedro Alcionio, también conocido como Pietro Alcionio y Petrus Alcyonius (Venecia, 1487-Roma, 1527), fue un humanista y académico italiano.

## Biografía
Natural de Venecia, estudió griego con Marco Musuro y después trabajó para Aldo Manucio como corrector de prensa. Gracias a la influencia de Giulio di Giuliano de' Medici, lo designaron profesor de griego en Florencia en 1522. Un año después, cuando este patrocinador se convirtió en papa bajo el nombre de Clemente VII, Alcionio se trasladó con él a Roma, donde residiría hasta su fallecimiento, en 1527.

## Obra
En 1521 publicó en su ciudad natal una traducción al latín de varias de las obras de Aristóteles; el erudito español Lorenzo de Sepúlveda detectó, sin embargo, varios defectos. Aun así, Alcionio no cesó en su trabajo, pero, cuando en 1522 publicó un diálogo titulado Medices Legatus, sive de Exilio, su enemigo personal, Paulo Manucio, lo acusó de plagio. La acusación —que según una investigación llevada a cabo más tarde resultó no ser cierta— aseguraba que había seleccionado los mejores pasajes de De Gloria, un tratado perdido escrito por Cicerón, y después había destruido la única copia de la versión original para evitar que pudiese detectarse el plagio.
Sus coetáneos hablaban de manera muy desfavorable de él y lo tildaban de soberbio, grosero, vanidoso y lujurioso.

## Atribución
Este artículo incorpora texto de una publicación sin restricciones conocidas de derecho de autor:  Varios autores (1910-1911). «Encyclopædia Britannica».  En Chisholm, Hugh, ed. Encyclopædia Britannica. A Dictionary of Arts, Sciences, Literature, and General information (en inglés) (11.ª edición). Encyclopædia Britannica, Inc.; actualmente en dominio público.

- Datos: Q3903627
- Multimedia: Pietro Alcionio / Q3903627